# Cătălina Mihai
Cătălina Mihai (n. 19 iunie 1997) este o actriță română. A absolvit UNATC în 2019, primul său rol important fiind din filmul Heidi, rol pentru care a primit două nominalizări la Premiile Gopo 2020, pentru cea mai bună actriță și pentru tânără speranță, pe ultimul dintre acestea câștigându-l.

## Filmografie

### Filme
| An   | Titlul | Rol   | Note |
| ---- | ------ | ----- | --- |
| 2019 | Heidi  | Heidi | Câștigătoare - Premiul Gopo pentru Tânără speranță și nominalizată - Premiul Gopo pentru Cea mai bună actriță |